# Malawiya-Gruppe
Die Malawiya-Gruppe ist eine neolithische Kultur, die im Osten des heutigen Sudan und im Westen des heutigen Äthiopien im 5. Jahrtausend v. Chr. blühte. Die Kultur ist bisher kaum erforscht. Die Keramik dieser Kultur zeigt eingedrückte, geometrische Muster. Einige Gefäße haben Reihen von Knöpfen als umlaufendes Motiv unter dem Gefäßrand. Als Steinwerkzeuge gab es Klingen und Schaber, meist aus Chert gearbeitet. An den Fundorten der Malawiya-Gruppe fanden sich Antilopenknochen, aber auch viele Schneckengehäuse. Daneben gab es Mühlsteine, die darauf hinweisen, dass Pflanzen der Steppe verarbeitet wurden. Die wenigen bekannten Siedlungsplätze deuten an, dass sie nur saisonal bewohnt wurden.
Der Malawiya-Gruppe folgte die Butana-Gruppe.